# Valea Purcarului, Buzău
Valea Purcarului este un sat în comuna Pârscov din județul Buzău, Muntenia, România. Se află în zona Subcarpaților de Curbură, în valea Buzăului, pe malul stâng al râului.